# Sindaci di Monaco di Baviera
Di seguito l'elenco cronologico dei sindaci di Monaco di Baviera e delle altre figure apicali equivalenti che si sono succedute nel corso della storia.

## Impero tedesco (1871-1918)
| Primi-sindaci (Erste Bürgermeister) eletti dal Consiglio comunale (1871-1918) | Primi-sindaci (Erste Bürgermeister) eletti dal Consiglio comunale (1871-1918) | Primi-sindaci (Erste Bürgermeister) eletti dal Consiglio comunale (1871-1918) | Primi-sindaci (Erste Bürgermeister) eletti dal Consiglio comunale (1871-1918) | Primi-sindaci (Erste Bürgermeister) eletti dal Consiglio comunale (1871-1918) |
| Nominativo                                                                    | Partito                                                                       | Partito                                                                       | Mandato                                                                       | Mandato                                                                       |
| Nominativo                                                                    | Partito                                                                       | Partito                                                                       | Inizio                                                                        | Fine                                                                          |
| ----------------------------------------------------------------------------- | ----------------------------------------------------------------------------- | ----------------------------------------------------------------------------- | ----------------------------------------------------------------------------- | ----------------------------------------------------------------------------- |
| Alois von Erhardt                                                             |                                                                               | Partito Nazionale Liberale                                                    | 4 giugno 1870                                                                 | 27 dicembre 1887                                                              |
| Johannes von Widenmayer                                                       | ?                                                                             | ?                                                                             | 16 febbraio 1888                                                              | 30 aprile 1893                                                                |
| Wilhelm Ritter von Borscht                                                    |                                                                               | Partito di Centro Tedesco                                                     | 1º maggio 1893                                                                | 15 giugno 1919                                                                |

## Repubblica di Weimar (1918-1933)
| Primi-sindaci (Erste Bürgermeister) eletti dal Consiglio comunale (1918-1933) | Primi-sindaci (Erste Bürgermeister) eletti dal Consiglio comunale (1918-1933) | Primi-sindaci (Erste Bürgermeister) eletti dal Consiglio comunale (1918-1933) | Primi-sindaci (Erste Bürgermeister) eletti dal Consiglio comunale (1918-1933) | Primi-sindaci (Erste Bürgermeister) eletti dal Consiglio comunale (1918-1933) |
| Nominativo                                                                    | Partito                                                                       | Partito                                                                       | Mandato                                                                       | Mandato                                                                       |
| Nominativo                                                                    | Partito                                                                       | Partito                                                                       | Inizio                                                                        | Fine                                                                          |
| ----------------------------------------------------------------------------- | ----------------------------------------------------------------------------- | ----------------------------------------------------------------------------- | ----------------------------------------------------------------------------- | ----------------------------------------------------------------------------- |
| Eduard Schmid                                                                 |                                                                               | Partito Socialdemocratico di Germania                                         | 26 giugno 1919                                                                | 31 dicembre 1924                                                              |
| Karl Scharnagl                                                                |                                                                               | Partito Popolare Bavarese                                                     | 1º gennaio 1925                                                               | 20 marzo 1933                                                                 |

## Germania nazista (1933-1945)
| Sindaci (Oberbürgermeister) nominati dal governo (1933-1945) | Sindaci (Oberbürgermeister) nominati dal governo (1933-1945) | Sindaci (Oberbürgermeister) nominati dal governo (1933-1945) | Sindaci (Oberbürgermeister) nominati dal governo (1933-1945) | Sindaci (Oberbürgermeister) nominati dal governo (1933-1945) |
| Nominativo                                                   | Partito                                                      | Partito                                                      | Mandato                                                      | Mandato                                                      |
| Nominativo                                                   | Partito                                                      | Partito                                                      | Inizio                                                       | Fine                                                         |
| ------------------------------------------------------------ | ------------------------------------------------------------ | ------------------------------------------------------------ | ------------------------------------------------------------ | ------------------------------------------------------------ |
| Karl Fiehler                                                 |                                                              | Partito Nazionalsocialista Tedesco dei Lavoratori            | 20 marzo 1933                                                | 30 aprile 1945                                               |

## Repubblica Federale di Germania (dal 1945)
| Sindaci (Oberbürgermeister) eletti dal Consiglio cittadino (1945-1952)   | Sindaci (Oberbürgermeister) eletti dal Consiglio cittadino (1945-1952) | Sindaci (Oberbürgermeister) eletti dal Consiglio cittadino (1945-1952) | Sindaci (Oberbürgermeister) eletti dal Consiglio cittadino (1945-1952) | Sindaci (Oberbürgermeister) eletti dal Consiglio cittadino (1945-1952) | Sindaci (Oberbürgermeister) eletti dal Consiglio cittadino (1945-1952) | Sindaci (Oberbürgermeister) eletti dal Consiglio cittadino (1945-1952) |
| Nominativo                                                               | Nominativo                                                             | Partito                                                                | Partito                                                                | Mandato                                                                | Mandato                                                                | Elezione                                                               |
| Nominativo                                                               | Nominativo                                                             | Partito                                                                | Partito                                                                | Inizio                                                                 | Fine                                                                   | Elezione                                                               |
| ------------------------------------------------------------------------ | ---------------------------------------------------------------------- | ---------------------------------------------------------------------- | ---------------------------------------------------------------------- | ---------------------------------------------------------------------- | ---------------------------------------------------------------------- | ---------------------------------------------------------------------- |
|                                                                          | Karl Scharnagl                                                         |                                                                        | Unione Cristiano-Sociale in Baviera                                    | 4 maggio 1945                                                          | 30 giugno 1948                                                         | –                                                                      |
| Elezione 1946                                                            | Karl Scharnagl                                                         |                                                                        | Unione Cristiano-Sociale in Baviera                                    | 4 maggio 1945                                                          | 30 giugno 1948                                                         |                                                                        |
|                                                                          | Thomas Wimmer                                                          |                                                                        | Partito Socialdemocratico di Germania                                  | 1º luglio 1948                                                         | 1952                                                                   | Elezione 1948                                                          |
| Sindaci (Oberbürgermeister) eletti direttamente dai cittadini (dal 1952) |                                                                        |                                                                        |                                                                        |                                                                        |                                                                        |                                                                        |
| Nominativo                                                               | Nominativo                                                             | Partito                                                                | Partito                                                                | Mandato                                                                | Mandato                                                                | Elezione                                                               |
| Nominativo                                                               | Nominativo                                                             | Partito                                                                | Partito                                                                | Inizio                                                                 | Fine                                                                   | Elezione                                                               |
|                                                                          | Thomas Wimmer                                                          |                                                                        | Partito Socialdemocratico di Germania                                  | 1952                                                                   | 3 maggio 1960                                                          | Elezione 1952                                                          |
| Elezione 1956                                                            | Thomas Wimmer                                                          |                                                                        | Partito Socialdemocratico di Germania                                  | 1952                                                                   | 3 maggio 1960                                                          |                                                                        |
|                                                                          | Hans-Jochen Vogel                                                      |                                                                        | Partito Socialdemocratico di Germania                                  | 3 maggio 1960                                                          | 10 giugno 1972                                                         | Elezione 1960                                                          |
| Elezione 1966                                                            | Hans-Jochen Vogel                                                      |                                                                        | Partito Socialdemocratico di Germania                                  | 3 maggio 1960                                                          | 10 giugno 1972                                                         |                                                                        |
|                                                                          | Georg Kronawitter                                                      |                                                                        | Partito Socialdemocratico di Germania                                  | 11 giugno 1972                                                         | 4 marzo 1978                                                           | Elezione 1972                                                          |
|                                                                          | Erich Kiesl                                                            |                                                                        | Unione Cristiano-Sociale in Baviera                                    | 5 marzo 1978                                                           | 17 marzo 1984                                                          | Elezione 1978                                                          |
|                                                                          | Georg Kronawitter                                                      |                                                                        | Partito Socialdemocratico di Germania                                  | 18 marzo 1984                                                          | 30 giugno 1993                                                         | Elezione 1984                                                          |
| Elezione 1990                                                            | Georg Kronawitter                                                      |                                                                        | Partito Socialdemocratico di Germania                                  | 18 marzo 1984                                                          | 30 giugno 1993                                                         |                                                                        |
|                                                                          | Christian Ude                                                          |                                                                        | Partito Socialdemocratico di Germania                                  | 12 settembre 1993                                                      | 30 aprile 2014                                                         | Elezione 1993                                                          |
| Elezione 1999                                                            | Christian Ude                                                          |                                                                        | Partito Socialdemocratico di Germania                                  | 12 settembre 1993                                                      | 30 aprile 2014                                                         |                                                                        |
| Elezione 2002                                                            | Christian Ude                                                          |                                                                        | Partito Socialdemocratico di Germania                                  | 12 settembre 1993                                                      | 30 aprile 2014                                                         |                                                                        |
| Elezione 2008                                                            | Christian Ude                                                          |                                                                        | Partito Socialdemocratico di Germania                                  | 12 settembre 1993                                                      | 30 aprile 2014                                                         |                                                                        |
|                                                                          | Dieter Reiter                                                          |                                                                        | Partito Socialdemocratico di Germania                                  | 1º maggio 2014                                                         | in carica                                                              | Elezione 2014                                                          |
| Elezione 2020                                                            | Dieter Reiter                                                          |                                                                        | Partito Socialdemocratico di Germania                                  | 1º maggio 2014                                                         | in carica                                                              |                                                                        |